# Joe Orton
John Kingsley „Joe“ Orton (1. ledna 1933 Leicester – 9. srpna 1967 Islington) byl anglický dramatik a spisovatel. Jeho kariéra byla krátká, ale plodná, trvala od roku 1964 do jeho smrti o tři roky později. Během tohoto krátkého období šokoval, pohoršoval a bavil publikum svými skandálními černými komediemi. Adjektivum ortonovský (ortonesque) je někdy v angličtině používáno pro označení podobně temného a přitom cynicky vtipného díla.

## Mládí
Orton se narodil v Causeway Lane Maternity Hospital, Leicester, Williamu A. Ortonovi a jeho ženě Elsie M. Orton (rozená Bentley). William pracoval pro Leicester County Borough Council jako zahradník a Elsie pracovala v místním obuvnickém průmyslu. Onemocněla ale tuberkulózou a musela práce zanechat. Když byly Joemu dva roky, přestěhovali se z 261 Avenue Road, Clarendon Park, Leicester, do Saffron Lane. Joe měl mladšího bratra Douglase a dvě mladší sestry Marilyn a Leonie. Rodinný život ale nebyl idylický, matka byla přísná a děti bila, otec se k dětem choval odtažitě.
Navštěvoval základní školu Marriot Road Primary School, trpěl ale astmatem, a nepodařilo se mu složit závěrečnou zkoušku (eleven-plus exam). V letech 1945–1947 absolvoval sekretářský kurz na Clark College v Leicesteru. Pracoval jako pomocný úředník na 3 libry týdně.
Přibližně v roce 1949 se začal zajímat o vystupování v divadle a působil v řadě různých divadelních společností, včetně prestižní Leicester Dramatic Society. Během práce na amatérských inscenací se také rozhodl zlepšit svůj vzhled. Absolvoval kurzy kulturistiky, navštěvoval lekce výslovnosti. Snažil se také napravit nedostatek svého vzdělání. V listopadu 1950 se ucházel o stipendium na Royal Academy of Dramatic Art (RADA). Byl přijat, a odešel z East Midlands do Londýna. Ze zdravotních důvodů ale studium zahájil až v květnu 1951.
Na akademii se setkal s Kennethem Halliwellem a v červnu 1951 se spolu s dalšími dvěma studenty přestěhovali do bytu ve West Hampstead. Halliwell byl o sedm let starší než Orton a měl nekonformní názory. Díky značnému dědictví byl nezávislý i finančně. Rychle si vytvořili silný vztah a stali milenci.
Po absolvování akademie Orton i Halliwell odešli pracovat do regionálních divadelních souborů: Orton strávil čtyři měsíce v Ipswich jako asistent jevištního manažera; Halliwell působil v Llandudno ve Walesu. Oba se vrátil do Londýna a začal psát spolu. Spolupracovali na řadě nepublikovaných románů (často imitovali Ronalda Firbanka), díla ale byla bez šance na publikování. Když bylo jejich dílo Poslední dny Sodomy, do kterého vkládali velké naděje, v roce 1957 zamítnuto, začali pracovat každý sám. Orton napsal v roce 1959 svůj poslední román, The Vision of Gombold Proval (posmrtně publikovány jako Od hlavy k patě). Z těchto rukopisů později čerpal náměty pro svůj vlastní jevištní styl.
Kvůli pocitu „zvláštnosti“ Orton a Halliwell dlouho odmítali pracovat. Záhy ale vyčerpali Halliwellovo dědictví (a podporu v nezaměstnanosti) a byli nuceni vést asketický život, když měli pouze 5 liber na týden. Od roku 1957 do roku 1959 pracovali v továrně na cukrovinky aby získali peníze na nový byt. V roce 1959 se přestěhovali do malého bytu na 25 Noel Road v Islingtonu.

## Uvěznění
Nedostatek vážné práce je vedl k tomu, že se bavili různými žerty a mystifikacemi. Orton vytvořil své alter ego jménem Edna Welthorpe, postarší snobskou dámu se zájmem o divadlo, kterou později využil a zapojil ji prostřednictvím fiktivních pohoršených dopisů novinám do diskusí nad svými hrami. Orton si její jméno vybral jako narážku na postavu „tety Edny“ z díla Terence Rattigana.
Od ledna 1959 začali tajně brát knihy z několika místních veřejných knihoven a měnit jejich obaly nebo upoutávky na přebalech za provokativní koláže a obscénní texty. Poté knihy vraceli zpět do polic. Například svazek básní Johna Betjemana byl vrácen do knihovny s novým přebalem, na kterém byla fotografie téměř nahého, silně potetovaného muže středního věku. Těmito kolážemi si také vyzdobili svůj byt. V květnu 1962 byli odhaleni a stíháni. Byli shledáni vinnými v pěti bodech obžaloby za krádeže a poškození více než 70 knih, a byl odsouzen do vězení na šest měsíců (rozsudek ze září 1962) a pokutu £262. Incident byl zaznamenán v deníku Daily Mirror pod titulkem „Gorilla in the Roses“.
Orton a Halliwell cítili, že trest byl nepřiměřeně přísný, protože byli homosexuálové. Nicméně, vězení byl pro Ortona zásadní formativní zážitek. Izolace od svého partnera mu umožnila vymanit se kreativně z jeho vlivu, ujasnil si také, co považuje za korupci, upjatost a dvojí morálku údajně liberální země. Vyjádřil to slovy: „To ovlivnilo můj postoj vůči společnosti. Předtím jsem si byl nejasně vědom, že někde je něco shnilého. Ve vězení to ale najednou bylo jasné. Společnost, ta stará děvka, zvedla svoje sukně a ten zápach byl dost odporný… Vězení mi ale přineslo potřebný klid a svobodu, najednou jsem nebyl nikým ovlivňován a začalo to fungovat.“
Obaly knih, které Orton a Halliwell upravili, jsou uloženy ve sbírkách Islington Local History Centre. Některé jsou vystaveny v Islingtonském museu.
Sbírka knižních obálek je k dispozici on-line.

## Dramatik

### Průlom
Orton začal psát divadelní hry začátkem šedesátých let. V roce 1963 rozhlasová stanice BBC zakoupila za 65 liber Ortonovu hru The Ruffian on the Stair (Lotr na schodech) a odvysílala ji 31. srpna 1964. Hra byla v roce 1966 výrazně přepracována pro divadlo.
Orton měl radost z úspěchu a vytvořil nová díla. Po odvysílání hry The Ruffian on the Stair dokončil hru Jak se bavil pan Sloane (Entertaining Mr Sloane). V prosinci 1963 poslal výtisk divadelní agentkce Peggy Ramsay. Hra měla premiéru v the New Arts Theatre v Londýně 6. května 1964, představení produkoval Michael Codron. Recenze se pohybovaly od chvály k rozhořčení.
Uvedení hry Jak se bavil pan Sloane podpořil dramatik Terence Rattigan investicí 3 000 liber. Hra byla dále uvedena na konci června v Wyndham's Theatre na West Endu a v říjnu i v Queen's Theatre. Zvítězila v anketě divadelních kritiků časopisu Variety v anketě o „nejlepší novou hru“ a Orton se umístil jako druhý v kategorii „nejslibnější dramatik“. Během roku byla har uvedena v New Yorku, ve Španělsku, Izraeli a Austrálii. Po Ortonově smrti byla zpracována jako televizní hra i jako film.

### Lup
Další jeho uvedená práce byla hra Lup. První verze byla napsána mezi červnem a říjnem 1964 pod názvem Pohřební hrátky. Na Halliwellův návrh Orton název hry zkrátil ale později znovu použil. Hra je divoká parodie na detektivní fikce, s přísadou nejčernější frašky a provokativních myšlenek vůči zavedeným představám o smrti, policii, náboženství a spravedlnosti. Orton nabídl hru producentu Codronovi v říjnu 1964. Než bylo uvedení schváleno Orton hru přepsal pro West End (například postava Inspektora Truscotta měla v prvním aktu původní verze pouhých osm řádků).
Codron přiměl Ortona, aby se v srpnu 1964 setkal s jeho kolegou Kennethem Williamsem. Spolu s ním hru přepracoval, zvláště postavu inspektora Truscotta. Další inspirací pro tuto roli byla osoba detektiva Harolda Challenora.
Po úspěchu hry Jak se bavil pan Sloane, byla nová hra rychle připravována k uvedení i přes své zjevné nedostatky. Zkoušky začaly v lednu 1965, s plány na šestitýdenní turné, které mělo vyvrcholit premiérou na West Endu. První uvedení bylo v Cambridge dne 1. února,1965 a dostalo se mu kousavých recenzí.
Ačkoliv s tím režisér Peter Wood nesouhlasil, Orton odstranil 90 stránek původní  hry a nahradil jej 133 stránkami nového textu. Hra měla špatné recenze ve všech místech uvedení: Brightonu, Oxfordu, Bournemouthu, Manchesteru, a konečně v polovině března ve Wimbledonu. Orton a Halliwell ztratili odvahu a odjeli na 80denní dovolenou do Tangeru v Maroku.
V lednu 1966 dostala hra novou šanci od producenta Oscara Lewensteina. Před tímto uvedením byla krátce hrána (mezi 11. a 23. dubnem) v University Theatre v Manchesteru. Ortonovy rostoucí divadelní zkušenosti ho vedly ke škrtům více než 600 řádků, zvýšení tempa a zlepšení interakce mezi postavami.
Hru režíroval Braham Murray a získala konečně příznivější recenze. Producent Lewenstein zorganizoval londýnské uvedení hry ve „svého druhu Off-West End divadle,“ Jeannetta Cochrane Theatre v Bloomsbury, pod vedením Charlese Marowitze.
Orton se s Marowitzem neshodli, i když pro zlepšení představení se dohodli na dalších škrtech. Tato inscenace byla poprvé provedena v Londýně dne 27. září 1966, a měla nadšené recenze a dosáhla 342 repríz. V této době získal Orton několik ocenění a prodal filmová práva za 25 000 liber. Hra byla uvedena v roce 1968 na Broadwayi, ale stejně jako Sloane bez úspěchu. Filmová verze hry, která byla uvedena v roce 1970 rovněž neuspěla.

### Pozdější práce
Orton byl po úspěchu Lupu na vrcholu kariéry. V následujících deseti měsících upravil The Ruffian on the Stair a The Erpingham Camp a obě hry byly uvedeny společně pod názvem Zločiny z vášně. Napsal hru Pohřební hrátky a filmový scénář dalšího filmu skupiny Beatles Up Against It kterou měl opět režírovat Richard Lester. Jeho poslední divadelní hra byla What the Butler Saw.

## Vražda
Dne 9. srpna 1967 Kenneth Halliwell ubil 34letého Ortona k smrti devíti údery kladivem do hlavy v jejich domě na 25 Noel Road, Islington, London. Poté spáchal sebevraždu předávkováním barbituráty.
Noviny The Sunday Times zveřejnily ve svém vydání z 22. listopadu 1970 svědectví Petera Nolana, kterému se Orton čtyři dny před vraždou svěřil, že má nového přítele a chce svůj vztah s Halliwellem ukončit, ale nevěděl, jak na to. Halliwell se cítil stále více ohrožen a izolován Ortonovým úspěchem a svůj stav řešil antidepresivy a barbituráty.
Těla byla objevena následující ráno, když řidič přijel pro Ortona, aby jej odvezl na setkání s režisérem Richardem Lesterem, kde měli diskutovat připravovaný film Up Against It. Halliwell zanechal dopis na rozloučenou, ve kterém napsal: „Pochopíte, pokud si přečtete jeho deníky. KH P. S. Hlavně zápisky novějšího data.“ Ortonovy deníky byly později publikovány.
Orton byl zpopelněn v krematoriu Golders Green, za zvuku písně Beatles A Day in the Life. Harold Pinter přednesl smuteční řeč. Podle pamětí Dennise Dewsnapa, What's Sex Got To Do With It (Co s tím má sex společného?, The Syden Press, 2004), Ortonova sestra po kremaci smíchala Ortonův a Halliwellův popel takže byli pohřbeni spolu. Přitom řekla: „Myslím, že možná je v jedné urně trochu více Joea a v druhé více Kennetha.“ Peggy Ramsay to údajně komentovala slovy: „No tak, drahoušku, je to jen gesto, žádný recept.“
Ortonova urna leží v části 3-C hřbitova Garden of Remembrance na Golders Green. Hrob není označen žádným pomníkem.

## Životopis, film, rozhlas, televize
V roce 1978 vyšel Otrtonův životopis od Johna Lahran pod názvem Prick Up Your Ears. V roce 1987 byl natočen stejnojmenný životopisný film, který režíroval Stephen Frears (česky Nastražte uši). Ortona hrál Gary Oldman a Halliwella Alfred Molina. Postavu Peggy Ramsay hrála Vanessa Redgrave.
Carlos Be napsal hru o posledních dnech Ortona a Halliwella Noel Road 25: A Genius Like Us, hra byla poprvé provedena v roce 2001. V roce 2012 byla uvedena i v New Yorku.
V roce 2006 natočila BBC film Kenneth Williams: Fantabulosa!, v hlavní roli Michael Sheen jako Kenneth Williams, Joe Ortona hrál herec Kenny Doughty.
Existují dvě archivní Ortonovy nahrávky: krátký rozhlasový rozhovor na stanici BBC, který byl odvysílán v srpnu 1967 a video v Britském Filmovém Institutu z Ortonova vystoupení v televizní show Eamonna Andrewse, které bylo vysíláno 23. dubna 1967.

## Hry
- Fred and Madge (psáno 1959, publikováno 2001)
- The Visitors (psáno 1961, publikováno 2001)
- The Ruffian on the Stair (Lotr na schodech, poprvé uvedeno 1964) rozhlasová hra
- Entertaining Mr Sloane (Jak se bavil pan Sloane[p 1], poprvé uvedeno 1964)
- Loot (Lup, do češtiny překládáno též pod názvem Kořist[16] poprvé uvedeno 1965)
- The Erpingham Camp (poprvé uvedeno 1966)
- The Good and Faithful Servant (poprvé uvedeno 1967)
- Funeral Games (Pohřební hrátky, poprvé uvedeno 1968)
- What the Butler Saw (Klíčovou dírkou, poprvé uvedeno 1969)
- Up Against It (nerealizovaný filmový scénář)

### Uvedení v Česku
- 2000 Dejvické divadlo, Joe Orton: Lup, překlad: Jiří Popel, režie: Michal Lang, premiéra 10. června 2000, derniéra: 9. března 2003, hráli: Alois Švehlík, Zdeňka Volencová, Igor Chmela, Martin Myšička, David Novotný[17]
- 2001 Činoherní klub, Joe Orton: Jak se bavil pan Sloane, překlad: Dana Hábová, režie: Ladislav Smoček, premiéra: 23. října 2001, derniéra: 6. června 2005, 62 repríz, hráli: Lenka Skopalová, Michal Zelenka, Jaromír Dulava, Jiří Zahajský/Stanislav Zindulka[18]

## Romány
- Head to Toe (vydáno 1971)
- Between Us Girls (vydáno 2001)
- Lord Cucumber and The Boy Hairdresser (spoluautor Kenneth Halliwell) (vydáno 1999)